# 神戸市立小磯記念美術館

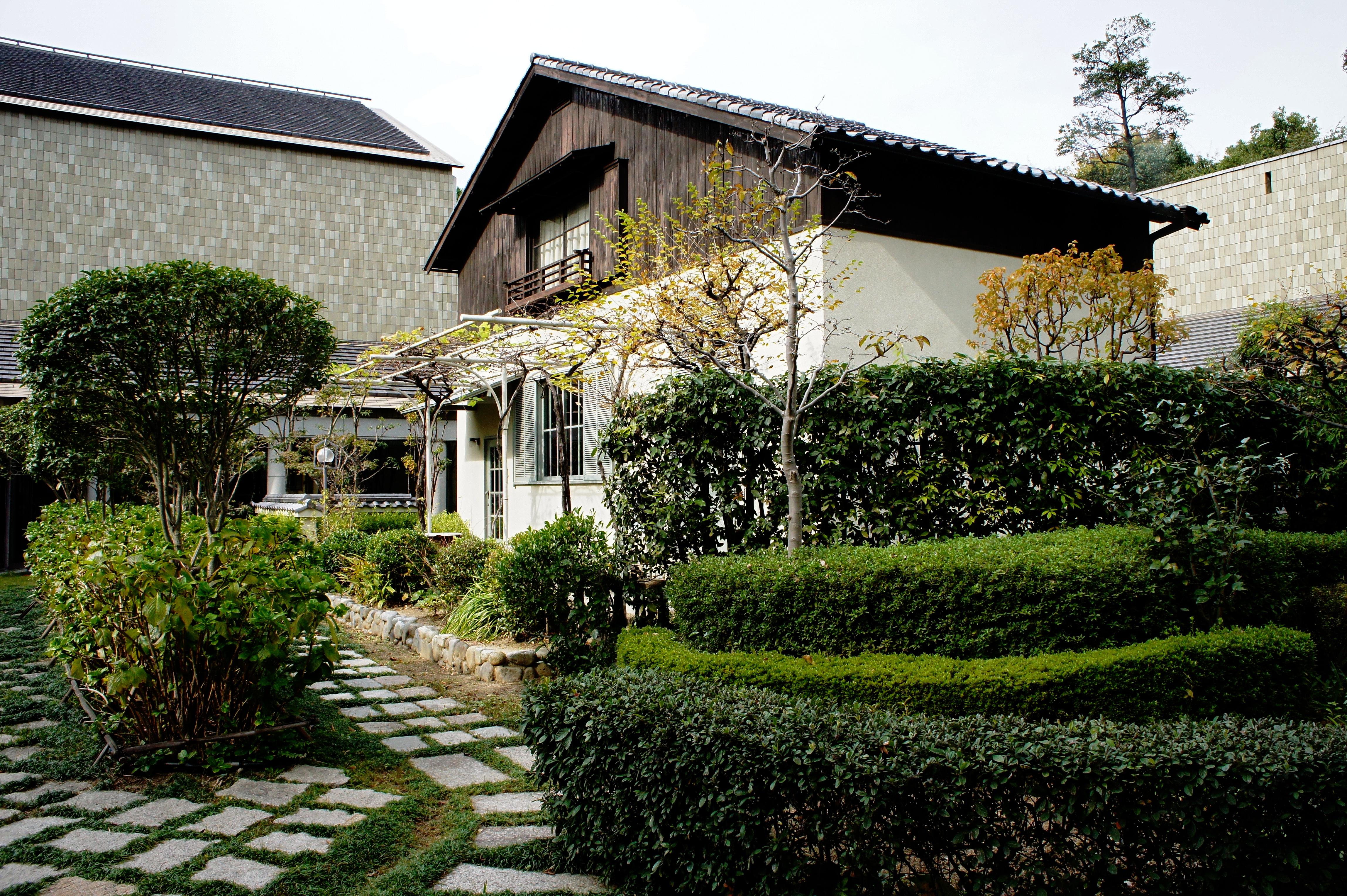
1949年築のアトリエ

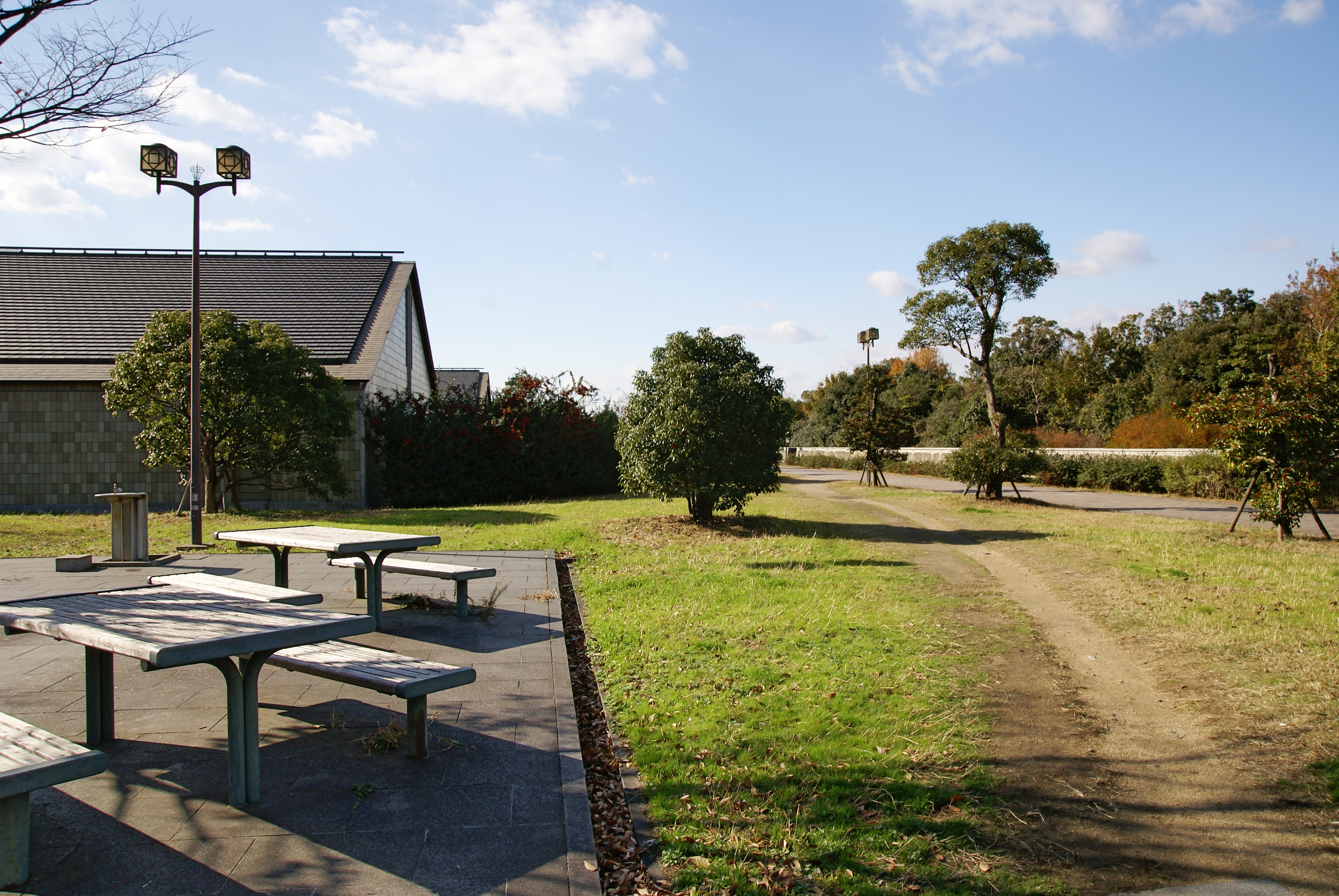
館北側六甲アイランド公園

神戸市立小磯記念美術館（こうべしりつこいそきねんびじゅつかん）は、兵庫県神戸市東灘区の六甲アイランドにある美術館である。

## 概要
神戸市の名誉市民である洋画家・小磯良平の遺族から神戸市に寄贈された2000点以上の作品およびアトリエ・所蔵図書等の展示・保存・調査研究と、氏の画業を顕彰することを目的として1992年（平成4年）に開館した。収蔵作品数（約3200点）、延床面積（約4000平方メートル）。中庭には、東灘区御影にあった小磯良平のアトリエが1949年（昭和24年）竣工当時の状態に復元され移築されている。館内には3つの展示室以外に110型大画面でハイビジョン映像を鑑賞できるホールがあり、そこでは小磯良平や世界の名画を紹介する映像作品が常時上映されている。
日本博物館協会会員館、兵庫県博物館協会加盟館。博物館法に基づく神戸市教育委員会登録博物館である。またひょうごっ子ココロンカード、のびのびパスポートの対象施設になっている。

## 沿革
公式HP「沿革」
- 1988年12月16日 - 小磯良平が死去
- 1989年6月 - 小磯良平の遺族から、2000点以上の作品が神戸市に寄贈される
- 1990年2月 - 神戸市立博物館において、「受贈記念特別展・小磯良平展」を開催
- 1992年11月 - 神戸市立小磯記念美術館が開館
- 1995年1月17日 - 阪神・淡路大震災で建物が被害を受けたため、休館
- 1995年10月 - 復旧し、再開館
- 2008年10月23日 - 入館者数が100万人を突破

## 小磯良平大賞展
国内最高賞金（1000万円）の公募展として知られている小磯良平大賞展は、トリエンナーレ形式で行われている。

## 主な所蔵品
- 「自画像」（1926年） 小磯良平
- 「着物の女」（1936年） 小磯良平
- 「二人裸婦」（1949年） 小磯良平
- 「働く人びと」（1953年） 小磯良平
- 「リュートのある静物」（1966年） 小磯良平
- 「マヌキャン」（1972年） 小磯良平
- 「空間」（1951年） 西村元三朗

## 建物概要
- 延床面積 3971.1m2
- 展示室 1〜3
- 小磯良平アトリエ（昭和24年当時）
- ハイビジョンギャラリー
- 図書コーナー
- 絵画学習室
- 喫茶室
- ミュージアムショップ

## 交通
- 六甲ライナー アイランド北口駅 徒歩3分
  - 2018年7月20日より小磯記念美術館がネーミングライツを取得しており、「小磯記念美術館前」の副駅名が付けられている[8]。

## 周辺情報
- 神戸ファッション美術館
- 神戸ゆかりの美術館
- 神戸ファッションマート
- 神戸ファッションプラザ
- リバーモール
- アーバングルメポート
- カネディアン・アカデミー